# Prosopocoilus astacoides poultoni
Prosopocoilus astacoides poultoni es una subespecie de coleóptero de la familia Lucanidae.

## Distribución geográfica
Habita en Uttar Pradesh, Bután y Tailandia.